# Beachside
Beachside es un pueblo canadiense situado en la provincia de Terranova y Labrador.

## Superficie
Beachside tiene una superficie de 2,58 km².

## Demografía
En 2021, tenía 97 habitantes, una densidad poblacional de 37,5 hab./km², y 70 viviendas.